# 테크놀로지 트리

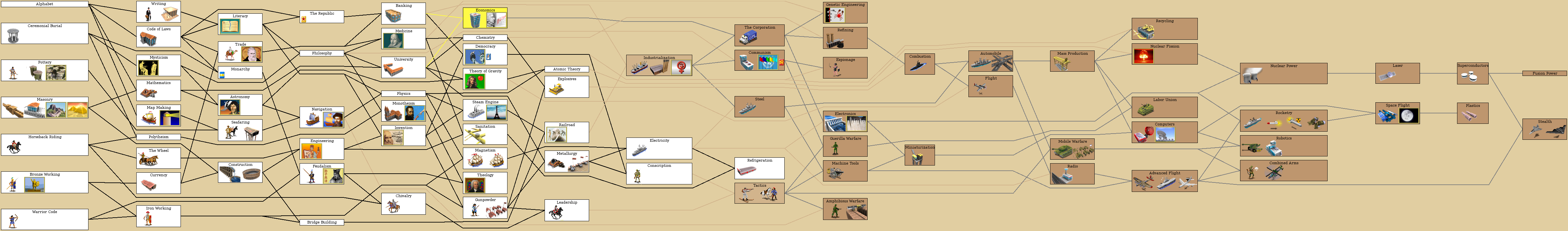

테크놀로지 트리(Technology Tree) 또는 단순히 테크 트리(Tech Tree)는 실시간 전략 게임에서 각종 유닛의 연구, 업그레이드 절차의 계층도를 뜻한다.

## 같이 보기
- 빌드 오더(Build Order)